# Simplektična matrika
Simplektična matrika  matrike {\displaystyle M\,} je matrika z razsežnostjo {\displaystyle 2n\times 2n\,} za katero velja:
{\displaystyle M^{T}\Omega M=\Omega \ \!\,,}
kjer je:
- {\displaystyle M^{T}\,} transponirana matrika matrike {\displaystyle M\,}
- {\displaystyle M\Omega \,} je nesingularna poševnosimetrična matrika.

Običajno se za {\displaystyle \Omega \,} uporabi bločna matrika oblike:
{\displaystyle \Omega ={\begin{bmatrix}0&I_{n}\\-I_{n}&0\\\end{bmatrix}}\!\,,}
kjer je:
- {\displaystyle I_{n}\,} enotska matrika z razsežnostjo {\displaystyle n\times n\,}

## Značilnosti
- simplektična matrika je obrnljiva. Obratna matrika je

{\displaystyle M^{-1}=\Omega ^{-1}M^{T}\Omega .}
- produkt dveh simplektičnih matrik je zopet simplektična matrika. Tako množica simplektičnih tvori grupo. Obstoja tudi naravna mnogoterost v tej grupi, ki jo vključuje med Liejeve grupe in jo tam imenujemo simplektična grupa.
- determinanta simplektične matrike je ±1.
- če je {\displaystyle \Omega \,} dan v običajni obliki in ima matrika {\displaystyle M\,} razsežnost {\displaystyle 2n\times 2n\,} ter ima  obliko bločne matrike

{\displaystyle M={\begin{pmatrix}A&B\\C&D\end{pmatrix}}}
kjer so 
- {\displaystyle A,B,C,D\,} matrike {\displaystyle n\times n\,}

potem so pogoji, da je matrika {\displaystyle M\,} simplektična, enaki naslednjim pogojem
{\displaystyle A^{T}D-C^{T}B=I\,}
{\displaystyle A^{T}C=C^{T}A\,}
{\displaystyle D^{T}B=B^{T}D\,}.